# Раздолье (Караидельский район)
Раздо́лье (баш. Раздолье) — село в Караидельском районе Республики Башкортостан Российской Федерации. Входит в состав Ургушевского сельсовета.

## География

### Географическое положение
Расстояние до:
- районного центра (Караидель): 25 км,
- ближайшей ж/д станции (Щучье Озеро): 122 км.

## Население
| 2002 | 2009 | 2010 |
| ---- | ---- | ---- |
| 246  | ↗254 | ↘237 |

Национальный состав
Согласно переписи 2002 года, преобладающая национальность — русские (87 %).